# Incze Ágnes
Incze Ágnes (Budapest, 1955. szeptember 26. –) Balázs Béla-díjas magyar,  az Európai Film Akadémia tagja, filmrendező, producer, forgatókönyvíró, vágó.

## Életpályája
1984-ben végezte el a Színház- és Filmművészeti Főiskola vágó szakát. 2000-2001 között készült el első nagyjátékfilmje, az I love Budapest. 2001 óta az Európai Filmakadémia tagja. Második játékfilmje Randevú 2006.

## Filmjei

### Rendezőként
- Valahonnan valahová (1992)
- Génbaleset (1993)
- Öregség (1993)
- Bűn és bűnhődés (1993)
- Molly (1994)
- Utcaseprők (1994)
- Heroin (1994)
- Anyaotthon (1995)
- A kórház (1995)
- Vastüdőben (1996)
- A remény (1996)
- Elveszett család (1996)
- Emlékszem egy városra (1997) (forgatókönyvíró is)
- Gyorsulás (1998)
- Robot (1999)
- I love Budapest (2001) (játékfilm; rendező, forgatókönyvíró, vágó)
- Randevú (2006) (játékfilm; rendező, forgatókönyvíró, vágó)

### Forgatókönyvíróként
- Városlakók (1997)
- I love Budapest (2001)
- Randevú (2006)

### Vágóként
- - Meteo (1989)
  - Zsötem (1992)
  - Közel a szerelemhez (1998)
  - I love Budapest (2001)
  - Getno (2003)
  - Randevú (2006) (rendező és forgatókönyvíró is)
  - Viszlát, Adél! (2009)
  - Nightfall (2012)
  - Nemzeti Dokumentumfilm (2014)

### Producerként
- Viszlát, Adél! (2009)
- Nightfall (2012)
- Nemzeti Dokumentumfilm (2014)

## Díjai
- A filmszemle díja (1997, 2001, 2004)
- A filmkritikusok díja (2002)
- fesztiváldíjak